# Masterpiece Theatre
 Masterpiece Theatre är En Vogues fjärde studioalbum, utgivet den 23 maj 2000. Det såldes i omkring 174 000 exemplar, vilket är att jämföra med föregångarens en miljon exemplar. 

## Låtförteckning
Där intet annat anges är låtkompositörerna Denzil Foster, Thomas Elroy, Terry Ellis, Cynthia Herron och Maxine Jones.
1. "Riddle" 5:09
2. "No, No, No (Can't Come Back)" (Raymond Ransom) 3:09
3. "Falling in Love" (Denzil Foster, Thomas Elroy, Terry Ellis, Cynthia Herron, Maxine Jones, Joseph Sample) 4:08
4. "Suite (Intro)" (feat. Russell Gatewood) (Russell Gatewood) 0:26
5. "Love U Crazay" (feat. Kamil Marzette) (Michael Mani) 4:19
6. "Sad But True" 4:08
7. "Love Won't Take Me Out" (Michael Mani) 4:59
8. "Whatever Will Be, Will Be (Que Sera, Sera)" (Denzil Foster, Thomas Elroy, Terry Ellis, Cynthia Herron, Maxine Jones, Jacob Levison, Raymond Evans) 4:43
9. "Suite (Outro)" (feat. Russell Gatewood) (Russell Gatewood) 0:05
10. "Beat of Love" 4:13
11. "Latin Soul" 4:32
12. "Work It Out" 4:27
13. "Those Dogs" (feat. Bobby McFerrin & Eklypse) (Denzil Foster, Thomas Elroy, Terry Ellis, Cynthia Herron, Maxine Jones, Bobby McFerrin) 4:09
14. "Number One Man" 4:39

## Medverkande
- Terry Ellis
- Cindy Herron
- Maxine Jones